# Глупакът (карта таро)
Глупакът е една от 78-те карти таро. Тя е една от 22-те главни аркани в гледането на Таро, номерирана като 0 (първа) или XXII (последна). В колодите предназначени за игри с карти таро обикновено е неномерирана, тъй като не е една от 21 козови карти, има уникална цел сама по себе си.

## Иконография
В Марсилското таро глупакът е озаглавен Le Mat, а в повечето италиански колоди Il Matto . Тези архаични думи означават „лудият“ или „просякът“ и може да са свързани с думата за „шах и мат“, свързано с първоначалното използване на картите Таро за игрални цели.
В най-ранните колоди таро, Глупакът е изобразен като просяк или разбойник. В тестето на Висконти-Сфорца носи дрипи, високи чорапи без обувки и пръчка през рамо. В косите има нещо като пера. Невчесаната му брада и перата може би са свързани с традиционния образ на дивака. Друг ранен италиански образ в тази традиция е първата (и най-нисша) от така наречените Mantegna Tarocchi. Тази поредица от принтове с изобразени социални роли, алегорични фигури и класически божества започва с Беднякът – рисунка на просяк облегнат на тояга. Подобен образ намираме и в немската Hofämterspiel, в която глупакът е нарисуван като бос мъж в роби, със звънчета на качулката, свирещ на гайда.
В Марсилското таро и производните колоди по подобен начин е изобразен брадат човек с шапка на шут; винаги носи вързоп с вещите си на пръчка, преметната през рамо. Изглежда сякаш го гони животно, куче или котка. Животното му е скъсало гащите.
В тестето на Райдър-Уейт и други езотерични колоди за гадаене, Глупакът е изобразен като младеж, който несъзнателно върви към ръба на пропаст. С него има и малко куче. В едната си ръка Глупакът държи бяла роза (символ на необременеността с подли желания), а в другата малък вързоп с вещите си, олицетворяващ неизползваното колективно знание.

## История
В почти всички предхождащи Уейт-Смит тестета, Глупакът не е номериран. Има и изключения: в някои стари колоди е 0, а в белгийско тесте от 18-ти век е 22. В историческите колоди е изцяло отделен от козовете.
Главните аркани в картите таро традиционно се номерират с римски цифри. Глупакът е номериран с нулата, която е арабска цифра.
Глупакът може би е предшественик на Жокера.

## Примери
- Пиърпонт Морган Бергамо (ок. 1451)
- Шарл VI (или Грингонер) (15 век)
- Сола Буска (1491)
- Жан Додал (1701 – 1715)
- Ф.И. Ванденбор (1780)
- Безансон (ок. 1820 – 1830)
- Флоренция Минчиате (1860 – 1890)
- Ф. Ф. Солезио (1865 г.)
- Lequart (1890)
- Grand Etteilla (ок. 1890 – 1910)
- Папус (1909)

## Тълкувания
В много от езотеричните системи за гадаене на таро, Глупакът се тълкува като главния герой, а Главната аркана като пътя, който Глупакът поема през великите мистерии в живота. Тази пътека наричат „Пътят на Глупака“ и се използва често за въведение на новобранци в значенията на Главната аркана.
Според книгата на Артър Едуард Уейт от 1910 г. „Картинен ключ към Таро“, Глупакът се свързва с:
| „ | Глупост, мания, екстравагантност, опиянение, делириум, буйстване, издайничество. [Ако картата е] Обърната: Нехайство, отсъствие, разпространение, невнимание, апатия, напразност, суета. | “ |